# 張永和
張永和（ジャン ヨンホ、Yung Ho Chang、簡体字: 张 永和、ピンイン: Zhang Yonghe、1956年 - ）は、中華人民共和国出身のアメリカ人建築家で、マサチューセッツ工科大学（MIT）の建築主任教授です。現在は香港大学の建築学部の学部長および特別栄誉主任教授を務めています。

## 来歴
張永和は、非常建築スタジオ(中国初の民間建築士事務所 、Atelier Feichang Jianzhu、略称は FCJZ)の創設パートナーであり、主任建築士でもあります。
張永和は、中国とアメリカの両方で教育を受け、1984年にカリフォルニア大学バークレー校で建築修士号を取得しました。1992年から中国で活動を始め、1993年に呂立佳と共にFCJZを設立しました。彼は、1986年の新建築住宅設計コンペティションでの最優秀賞、1996年のプログレッシブアーキテクチャー表彰、2000年のユネスコ芸術振興賞、2006年のアメリカ芸術文学アカデミー建築アカデミー賞、2016年の中国建築メディア賞優れた実践賞など、数多くの賞を受賞しています。彼はアメリカ建築家協会（AIA）のフェローであり、香港AIAの名誉会員でもあります。非常建築スタジオは
（FCJZ、張永和によって設立されました）、2019年にDomus誌によって「世界100ベスト建築事務所」の一つとして認識されました。FCJZが設計した吉首アートミュージアムは、AIA 2020建築賞とArchDaily最優秀中国年間建築賞2020を受賞しました。
彼は、英語と中国語版の「体験としてのデザイン」と「構築実験としての展示」、特集号「世界の建築 – 制作の現代性: 張永和」(中英)、英仏版の「張永和 / Atelier Feichang Jianzhu: 中国の実践」、イタリア語の「張永和: ルーチェ・キアラ、カメラ・オスキュラ」など、数多くの書籍とモノグラフを出版しています。また、2000年以降のヴェネチアビエンナーレに6回参加するなど、国際的な芸術と建築の展覧会にも多く参加しています。
彼はアメリカと中国のさまざまな建築学校で教鞭をとっており、1999年から2005年まで北京大学の大学院建築学科の教授兼設立責任者、2002年以来にハーバード大学デザイン大学院の建築正教授、2004年以来にミシガン大学主任教授、2004年12月以来からマサチューセッツ工科大学(MIT)の建築主任教授を務めています。 、2005年から2010年までMITの建築学科の学科長を務めました。また、2012年から2017年までプリツカー賞の審査員でもありました。 
2024年以来からは香港大学の建築学部の特別栄誉主任教授を務めています。
2025年1月20日から5年間の任期で香港大学の建築学部の学部長を務める予定です。

## 受賞
- 1986年 日本のカウンシルハウスデザイン国際コンペティション 第1位
- 1986年 日本建築家協会 新建築住宅デザインコンペティション 第1位
- 1988年 フォーミカ社「テーブルからテーブルスケープへ」デザインコンペティション 第1位
- 1988年～89年 ミシガン大学 ウォルター・B・サンダースフェローシップ
- 1991年 AIAサンフランシスコ支部 & サンフランシスコ建築財団 3x3+9デザインコンペティション 農大優勝者
- 1992年 ワシントン大学セントルイス校 スティードマン旅行フェローシップ
- 1992年 ニューヨーク建築連盟 若手建築家賞
- 1996年 プログレッシブアーキテクチャー表彰賞
- 2000年 ユネスコ芸術振興賞
- 2003年 中国建築芸術賞（ピンゴッドショッピング街）
- 2004年 WA建築賞（ヴィラ・シジリン）
- 2004年 中国建築芸術賞
- 2006年 ビジネスウィーク/アーキテクチャルレコード中国賞（ヴィラ・シジリン）
- 2006年 アメリカ芸術文学アカデミー学院建築賞
- 2016年 中国建築メディア賞 優秀実践賞
- 2019年  Domus誌 世界100ベスト建築事務所
- 2020年 アメリカ建築家協会 AIA建築賞
- 2020年 ArchDaily 最優秀中国年間建築賞

## 出版物
1997年に、彼は自身の作品集『Feichang Architecture』を発表しました。2002年には『The Album for Feichang Jianzhu Atelier 1, 2』を出版しました。
彼は、フランスの『Architecture Today』、イタリアの『The Art of the Moment』、日本の『New Architecture and Space Design』、アメリカの『Architecture』、韓国の『Space』、イギリスの『World Architecture』など、多くのジャーナルに記事を寄稿しています。
また、彼は2007年のホルチムフォーラムで「インフォーマル・アーバニズム」というタイトルのワークショップセッションを主催しました。